# Hypodiscus neesii
Hypodiscus neesii är en gräsväxtart som beskrevs av Maxwell Tylden Masters. Hypodiscus neesii ingår i släktet Hypodiscus och familjen Restionaceae. Inga underarter finns listade i Catalogue of Life.